# Tommy Crutcher
 (mars 2020).
Si vous disposez d'ouvrages ou d'articles de référence ou si vous connaissez des sites web de qualité traitant du thème abordé ici, merci de compléter l'article en donnant les références utiles à sa vérifiabilité et en les liant à la section « Notes et références ».
(en) Statistiques sur pro-football-reference
Tommy Joe Crutcher (né le 10 août 1941 à McKinney et décédé le 16 février 2002 à Port Isabel) est un joueur américain de football américain.

## Enfance
Crutcher se fait un nom, au niveau lycéen, quand il évolue avec les Lions de la McKinney High School, cumulant les postes de running back et de linebacker. Lors de sa dernière année, il souffre d'une blessure à l'épaule lui faisant manquer trois matchs mais il décroche une mention honorable dans l'équipe de la saison 1959 pour le Texas au niveau High school. Il termine sa carrière à McKinney avec le statut de co-capitaine.

## Carrière

### Université
Au moment de son entrée à la Texas Christian University, le jeune joueur conserve ses postes et reçoit les honneurs de la conférence en 1963 avant d'être nommé All-American pour son travail comme fullback. Là aussi, il décroche le titre de capitaine des Horned Frogs et se fait remarquer.

### Professionnel
Tommy Crutcher est sélectionné au troisième tour de la draft 1964 de la NFL (en) par les Packers de Green Bay au quarante-et-unième choix. Pour sa première année chez les pros, Crutcher est assigné au poste de fullback avant de devenir totalement linebacker après le départ de Dan Currie (en) chez les Rams de Los Angeles. Le texan se retrouve derrière Ray Nitschke, Dave Robinson et Lee Roy Caffey. Il remporte les deux premiers Super Bowl de l'histoire avec les Packers tout en restant remplaçant.
Il devient titulaire au moment de son départ chez les Giants de New York en 1968, jouant vingt-huit matchs en deux années. Après cela, il est échangé aux Rams de Saint-Louis mais réalise une saison blanche, ne portant pas le maillot des Rams en match officiel. En 1971, il retourne chez les Packers, échangé à nouveau, et termine sa carrière dans un poste de second couteau.